# Yaz bitti
Yaz bitti – singiel tureckiej piosenkarki Aylin Vatankoş wydany w 1992 roku. Utwór napisali Aldogan Simsekyay i Aylin Uçanlar. 
W 1992 roku utwór reprezentował Turcję w 37. Konkursie Piosenki Eurowizji dzięki wygraniu w marcu finału krajowych eliminacji po zdobyciu największego poparcia jurorów. 9 maja numer został zaprezentowany przez Vatankoş w finale widowiska organizowanego w Millstreet jako drugi kolejności i zajął ostatecznie dziewiętnaste miejsce z 17 punktami na koncie. 
Oprócz tureckojęzycznej wersji singla, piosenkarka nagrała utwór także w języku angielskim jako „Summer Is Over”.

## Lista utworów
CD single
1. „Yaz bitti”
2. „Summer Is Over”